# Libbie Henrietta Hyman

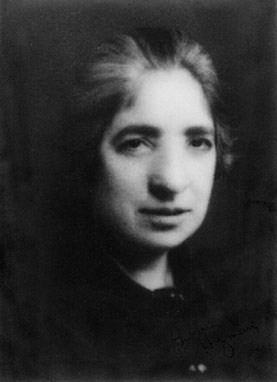
Libbie Henrietta Hyman

Libbie Henrietta Hyman (* 6. Dezember 1888 in Des Moines, Iowa; † 3. August 1969 in New York City) war eine US-amerikanische Zoologin.

## Leben und Wirken
Hymans Vater Joseph Hyman stammte aus Polen/Ukraine, ihre Mutter Sabina („Bena“) Neumann war Deutsche, sie stammte aus Stettin. Sie wuchs in ärmlichen Verhältnissen auf. Hyman erhielt ihren Ph. D. 1915 von der University of Chicago in Illinois. Danach forschte sie von 1916 bis 1931 an derselben Universität beim Zoologen Charles Manning Child. Ein Forschungsschwerpunkt während dieser Zeit waren Plattwürmer. Ab 1937 bis zu ihrem Tode 1969 übte sie eine Forschungstätigkeit („honorary research appointment“) am American Museum of Natural History in New York aus.
Von 1959 bis 1963 war Hyman Herausgeber der Systematic Zoology. 1959 war sie Präsidentin der Society of Systematic Zoology. 1960 wurde sie mit der Linné-Medaille der Linnean Society of London ausgezeichnet. Ebenfalls 1960 wurde sie in die American Academy of Arts and Sciences gewählt, 1961 in die National Academy of Sciences, die sie 1951 mit der Daniel Giraud Elliot Medal ausgezeichnet hatte. Vom American Museum of Natural History erhielt sie einen „Gold Medal Award“.

## Werke
Hymans umfassendstes Werk war das sechsbändige The Invertebrates (1940–1968), von dem bei ihrem Tode einzelne Bände noch unvollendet waren. Ihre Handbücher Laboratory Manual for Elementary Zoology (1919) und A Laboratory Manual for Comparative Vertebrate Anatomy (1922) waren vielbenutzte Werke. Hier eine Auswahl ihrer Werke:
- A Laboratory Manual for Elementary Zoology. 1919.
- A Laboratory Manual for Comparative Vertebrate Zoology. 1922.
- Comparative Vertebrate Anatomy. 1942.
- The Invertebrates. (6 Bände, 1940–1968).